# McKay Stewart
McKay Stewart (właściwie Duncan McKay Stewart Jr.) (ur. 16 października 1974 w USA) – amerykański aktor. Dorastał w stanie Waszyngton, później przeprowadził się do Los Angeles. Pierwszy raz zagrał w 2002 w filmie Power Elite jako Ian i w serialu CSI: Kryminalne zagadki Miami jako Walter Barnett.

## Filmografia
- 2010 Acts of Violence jako Lefty
- 2009 Last Score, The jako Szeryf
- 2009 Jadowita cisza jako Kucharz
- 2008 Inwazja obcych jako Walker
- 2008 Minty: Assassin, The jako Ninja
  - 2008 Minty: Assassin, The (kostiumy)
- 2008 Eagle Eye jako Pilot F-16
- 2007 Last Call Before Sunset jako Boston Guy
- 2007 Wasting Away jako Szeregowy Suntody
- 2006 Mad Cowgirl jako Alan
- 2006 Bliss, The jako Caleb
- 2005 Wyspa jako Mężczyzna przy walącym się budynku
- 2005 Vampire Assassins jako Cody
- 2003 Vegas Dick jako Skippy
- 2002 Power Elite jako Ian
- 2002 CSI: Kryminalne zagadki Miami jako Walter Barnett (gościnnie)

źródło: